# Helmut Grewald
Helmut Grewald (* 12. Februar 1930 in Berlin; † 14. August 2006) war ein deutscher Kameramann und Drehbuchautor.

## Leben
Helmut Grewald war von 1953 bis 1991 als Kameramann in über 60 Film-und-Fernsehproduktionen tätig, dabei vorwiegend für Produktionen der DEFA und des Deutschen Fernsehfunks. Grewald arbeitete dabei wiederholt mit Rolf Losansky und Rudi Kurz zusammen. Darüber hinaus war Grewald auch als Drehbuchautor für Fernsehfilme tätig. Nach der Wiedervereinigung ging er in den Ruhestand.
Helmut Grewald starb im August 2006 im Alter von 76 Jahren.

## Filmografie (Auswahl)
Als Kameramann
- 1963: Nebel
- 1963: Es geht nicht ohne Liebe
- 1963: Die Spur führt in den 7. Himmel
- 1965: Wenn du groß bist, lieber Adam
- 1965: … nichts als Sünde
- 1967: Hochzeitsnacht im Regen
- 1968: Wir lassen uns scheiden
- 1969: Verdacht auf einen Toten
- 1969: Im Himmel ist doch Jahrmarkt
- 1975: Blumen für den Mann im Mond
- 1977: Ein Schneemann für Afrika
- 1978: Des kleinen Lokführers große Fahrt
- 1982: Der lange Ritt zur Schule
- 1983: Moritz in der Litfaßsäule
- 1983: Taubenjule
- 1985: Filmkinder
- 1985: Weiße Wolke Carolin
- 1989: Ein brauchbarer Mann
- 1990: Abschiedsdisco
- 1991: Letzte Liebe

Als Drehbuchautor
- 1961: Der Tod hat ein Gesicht